# Maison d'Alphonse Daudet
La Maison d'Alphonse Daudet est une villa située à Draveil, dans le hameau de Champrosay, dans le département de l'Essonne.

## Histoire

### Origines (1830-1897)
Le bâtiment principal fut construit au début des années 1830, sous le règne de Louis-Philippe. 
La maison a appartenu à Claude Pouillet (1790-1868), où vient parfois dormir le grand père de son épouse, l'architecte, Alexandre-Théodore Brongniart.
Eugène Delacroix y dîne, en 1855, avec le propriétaire suivant, le général Charles Jean-Baptiste Parchappe, et le conservateur de la peinture du musée du Louvre, de 1848 à 1861, Frédéric Villot, ses voisins. Il peint alors les Chevaux sortant de la mer.

### Maison d'Alphonse Daudet (1887-1897)
En 1887, Alphonse et Julia Daudet l'achètent, après le décès de leur père, à Auguste Cottin, conseiller d'État et son frère Henri (père de Paul Cottin), aux enchères judiciaires. Daudet y écrivit une grande partie de son œuvre et y recevait régulièrement des personnalités telles que Flaubert, Maupassant, Zola, Renoir, Tourgueniev, Manet, Coppée, Loti, Rodin, Monet, Massenet, Nadar, Edmond de Goncourt qui y décède le 16 juillet 1896 et Proust qui écrit, du premier livre d'A la recherche du temps perdu, Du côté de chez Swann, à Lucien Daudet:

« Mon cher petit vous êtes absent de ce livre : vous faites trop partie de mon cœur pour que je puisse jamais vous peindre objectivement, vous ne serez jamais un « personnage », vous êtes la meilleure part de l’auteur. Mais quand je pense que bien des années de ma vie ont été passées « du côté de chez Lucien », de la rue de Bellechasse, de Bourg-la-Reine, les mots « le Temps perdu » prennent pour moi bien des sens différents, bien tristes, bien beaux aussi. Puissions-nous un jour le « retrouver ». D’ailleurs pour vous qui avez peint la pagode de Chanteloup et les roses de Pâques tout est retrouvé et sera éternellement gardé. »

La maison est revendue en 1897 après la mort d'Alphonse Daudet.

### Période contemporaine (1897-aujourd'hui)
La propriété est rachetée par une communauté religieuse en 1946 et prend le nom de prieuré Saint-Jean. La revue trimestrielle du monde des malades, publiée au prieuré jusqu'au moins en 1967, PRÉSENCES, contient des chroniques d'Alexandre Renard, François Mauriac, Gabriel Marcel, Marcelle Auclair, Suzanne Fouché et Louis Lochet, le 1er juillet 1955. 
Elle devient ensuite le foyer des infirmiers d'une institution psychiatrique, l'Eau vive, fondée par Laurent-François de Gouvion-Saint-Cyr, devenue une résidence privée, mais ouverte au public lors de manifestations artistiques, comme le conteur, KPG, organisées par Isabelle Guignard, fille du peintre André Guignard-Mayeur, proche d'Edmond Rigal et J.-J.-J. Rigal.